# Les Justiciers insaisissables
Série Insaisissables
Les Nouvelles Aventures des insaisissables
(1968)
Pour plus de détails, voir Fiche technique et Distribution.
Les Justiciers insaisissables (en russe : Неуловимые мстители) est un film d'aventure soviétique réalisé par Edmond Keossaian, sorti en 1966. Le film est inspiré de la nouvelle Petits diables rouges (Красные дьяволята, 1922) de Pavel Bliakhine,,. 
Il s'agit du premier volet de la trilogie culte des « Insaisissables », le second ayant pour titre Les Nouvelles Aventures des insaisissables (1968) et le troisième La Couronne de l'Empire russe (1971).

## Fiche technique
- Titre : Les Justiciers insaisissables
- Titre original : Неуловимые мстители
- Réalisateur : Edmond Keossaian
- Photographie : Fiodor Dobronravov
- Scénario : Edmond Keossaian, Sergueï Yermolinski
- Direction artistique : Vassili Golikov
- Compositeur(s) : Boris Mokrousov
- Paroles des chansons : Robert Rojdestvenski
- Chef d'orchestre : Mark Ermler
- Son : Artashes Vanetsyan
- Montage : Raïssa Novikova
- Rédaction : Liubov Tsitsina
- Directeur du film : Vladimir Kantorovitch
- Format : Couleur
- Durée : 78 minutes
- Pays : URSS
- Sortie : 29 avril 1966

## Distribution
- Vassili Vassiliev : Yachka le tsigane
- Victor Kossykh : Danka
- Mikhaïl Metelkine : Valerka
- Valentina Kourdukova : Ksanka, sœur de Danka
- Vladimir Trechtchalov : ataman Sidor Luty
- Boris Sitchkine : Bouba Kastorski
- Efim Kopelian : ataman Gnat Bournache
- Inna Tchourikova : Josy, la comédienne
- Gleb Strijenov : père Moki
- Saveli Kramarov : Ilia Verekhov
- Gennadi Yukhtin : Ignate
- Nadejda Fedossova : Daria
- Aleksandra Denissova : voisine de Daria
- Nikolaï Gorlov : Semen Kandyba